# Проскурівський округ
Проску́рівський о́круг — адміністративна одиниця Української РСР. Існувала у 1935–1937 роках в складі Вінницької області. Центр — місто Проскурів.

## Історія
Проскурівський округ був створений відповідно до постанов ЦВК СРСР від 1 квітня 1935 року «Про утворення в УСРР шести округів» і ВУЦВК від 4 травня 1935 року «Про утворення округів на території Київської і Вінницької областей» (затверджена постановою третьої сесії ВУЦВК XIII скликання від 12 лютого 1936 року «Про затвердження постанов, ухвалених Президією ЦВК УСРР у період між VI сесією ЦВК XII скликання і III сесією ЦВК XIII скликання»).
До його складу ввійшли 9 районів:
1. Базалійський (центр — село Базалія)
2. Волочиський (село Фрідріхівка)
3. Городоцький (село Городок-Проскурівський)
4. Красилівський (село Красилів)
5. Михалпільський (село Михалпіль)
6. Проскурівський (місто Проскурів)
7. Сатанівський (село Сатанів)
8. Чорно-Острівський (село Чорний Острів)
9. Ярмолинецький (село Ярмолинці)

1 червня 1935 року Проскурівський район був ліквідований, а його територія ввійшла до Проскурівської міськради.
Згідно зі статтею V постанови ЦВК СРСР від 22 вересня 1937 року «Про поділ Харківської області на Харківську і Полтавську, Київської — на Київську і Житомирську, Вінницької — на Вінницьку і Кам'янець-Подільську та Одеської на Одеську і Миколаївську області» округи у Вінницькій і Київській областях (у тому числі Проскурівський) були ліквідовані. Територія округу ввійшла до новоствореної Кам'янець-Подільської області.

## Керівники округа

### Перші секретарі окружного комітетуКП(б)У
- Воробйов Іван Онисимович (1935—1936)
- Борщ Григорій Минович (1936—1937)

### Голови окружного виконавчого комітету
- Зіненко Микола Григорович (1935—1936)
- Яцевський Іван Петрович (1936—1937)